# Mid and West Wales (circonscription du Parlement européen)
Cet article concerne une circonscription du Parlement européen. Pour la Région électorale du Senedd du même nom, voir Mid and West Wales (région électorale du Senedd). Pour d'autres utilisations, voir Mid and West Wales.
Mid and West Wales était une circonscription du Parlement européen couvrant le sud-ouest du pays de Galles.
Avant l’adoption uniforme de la représentation proportionnelle en 1999, le Royaume-Uni utilisait le système uninominal à un tour pour les élections européennes en Angleterre, en Écosse et au pays de Galles. Les conscriptions du Parlement européen utilisées dans ce système étaient plus petites que les circonscriptions régionales les plus récentes et ne comptaient chacune qu'un seul membre au Parlement européen.
Le siège est devenu une partie de la circonscription beaucoup plus grande du Pays de Galles en 1999.

## Limites
1979–1984: Brecon and Radnor; Cardigan; Carmarthen; Gower; Llanelli; Pembroke; Swansea East; Swansea West.
1984–1994: Brecon and Radnor; Carmarthen; Ceredigion and Pembroke North; Gower; Llanelli; Neath; Pembroke; Swansea East; Swansea West.
1994–1999: Brecon and Radnor; Carmarthen; Ceredigion and Pembroke North; Llanelli; Meirionnydd Nant Conwy; Montgomery; Pembroke.

## Membre du Parlement européen
| Élection                    | Élection | Portrait | Membre        | Parti        |
| --------------------------- | -------- | -------- | ------------- | ------------ |
|                             | 1979     |          | Ann Clwyd     | Travailliste |
|                             | 1984     |          | David Morris  | Travailliste |
|                             | 1994     |          | Eluned Morgan | Travailliste |
| 1999 circonscription abolie |          |          |               |              |

## Résultats des élections
Les candidats élus sont indiqués en gras.
| Parti         | Parti                           | Candidat                        | Voix    | %    | ± |
| ------------- | ------------------------------- | ------------------------------- | ------- | ---- | - |
|               | Travailliste                    | Ann Clwyd                       | 77,474  | 41,4 | ' |
|               | Conservateur                    | David Lloyd                     | 67,226  | 36,0 |   |
|               | Plaid Cymru                     | Hywel Moseley                   | 22,730  | 12,2 |   |
|               | Liberal                         | Clem Thomas                     | 17,628  | 9,4  |   |
|               | Indépendant                     | H. D. Windsor-Williams          | 1,826   | 1,0  |   |
| Majorité      | Majorité                        | Majorité                        | 10,248  | 5,4  |   |
| Participation | Participation                   | Participation                   | 186,884 | 38,2 |   |
|               | New creation: Travailliste win. | New creation: Travailliste win. | Swing   | N/A  |   |

| Parti         | Parti                | Candidat             | Voix    | %    | ±     |
| ------------- | -------------------- | -------------------- | ------- | ---- | ----- |
|               | Travailliste         | David Morris         | 89,362  | 41,6 | +0.2  |
|               | Conservateur         | David Lewis          | 52,910  | 24,7 | -11.3 |
|               | Liberal              | D. G. B. Lloyd       | 35,168  | 16,4 | +7.0  |
|               | Plaid Cymru          | Phil Williams        | 32,880  | 15,3 | +3.1  |
|               | Ecologie             | Marilyn Smith        | 4,266   | 2,0  | New   |
| Majorité      | Majorité             | Majorité             | 36,452  | 16,9 | +11.5 |
| Participation | Participation        | Participation        | 214,586 | 40,2 | +2.0  |
|               | Travailliste retenir | Travailliste retenir | Swing   |      |       |

| Parti         | Parti                | Candidat             | Voix    | %    | ±     |
| ------------- | -------------------- | -------------------- | ------- | ---- | ----- |
|               | Travailliste         | David Morris         | 105,670 | 46,9 | +5.3  |
|               | Conservateur         | Owen John Williams   | 53,758  | 23,9 | -0.8  |
|               | Green                | B. I. McPake         | 29,852  | 13,2 | +11.2 |
|               | Plaid Cymru          | Phil Williams        | 26,063  | 11,6 | -3.7  |
|               | SLD                  | Geoffrey Sinclair    | 10,031  | 4,4  | -12.0 |
| Majorité      | Majorité             | Majorité             | 51,912  | 23,0 | +6.1  |
| Participation | Participation        | Participation        | 225,374 | 41,2 | +1.0  |
|               | Travailliste retenir | Travailliste retenir | Swing   |      |       |

| Parti         | Parti                | Candidat               | Voix    | %    | ±     |
| ------------- | -------------------- | ---------------------- | ------- | ---- | ----- |
|               | Travailliste         | Eluned Morgan          | 78,092  | 40,5 | -6.4  |
|               | Plaid Cymru          | Marc Phillips          | 48,858  | 25,4 | +13.8 |
|               | Conservateur         | Peter Bone             | 31,606  | 16,4 | -7.5  |
|               | Libéral Démocrate    | Juliana Hughes         | 23,719  | 12,3 | +7.9  |
|               | UKIP                 | David Rowlands         | 5,536   | 2,9  | New   |
|               | Green                | Chris Busby            | 3,938   | 2,0  | -11.2 |
|               | Natural Law          | M. T. L. Griffith-John | 988     | 0,5  | New   |
| Majorité      | Majorité             | Majorité               | 29,234  | 15,1 | -7.9  |
| Participation | Participation        | Participation          | 192,737 | 48,0 | +6.8  |
|               | Travailliste retenir | Travailliste retenir   | Swing   |      |       |